# Dianthidium plenum
Dianthidium plenum är en biart som beskrevs av Timberlake 1943. Dianthidium plenum ingår i släktet Dianthidium och familjen buksamlarbin. Inga underarter finns listade.

## Beskrivning
Arten är svart med vanligtvis klargula markeringar, även om individer med blekare gult förekommer. Omfattningen av de gula markeringarna varierar: Delpopulationer från södra och västra delarna av utbredningsområdet har i regel mest gult i sin färgteckning.

## Ekologi
Dianthidium plenum är framför allt en bergsart, även om den också kan påträffas längs Stilla havskusten Den är generalist vad gäller föda, och besöker blommor från många olika familjer, som korsblommiga växter (som tistlar), snyltrotsväxter (som Indianpenselsläktet [Castilleja]) och kransblommiga växter som Monardella

### Fortplantning
Arten är ett solitärt, det vill säga icke samhällsbildande bi där varje hona själv sörjer för sin avkomma. Som hos andra medlemmar i släktet förefaller boet vara konstruerat av grus och kåda.

## Utbredning
Utbredningsområdet omfattar västra USA från Kalifornien och västra Nevada till Oregon och Washington.